# 英尺每秒
英尺每秒 是速度计量单位 。表達了每秒的英尺距離。對應的国际单位制 (SI) 是米每秒。
簡稱為ft/s、ft/sec及fps，也可以用科學記數法寫成ft s-1。

## 換算
1 英尺每秒等於：
0.3048 米每秒
0.68181818... (3600⁄5280) 英里每小時
1.09728 千米每小时